# Grande Traversata delle Alpi
Die Grande Traversata delle Alpi (GTA) ist ein italienischer Weitwanderweg, der in rund 1000 km und 65 Tagesetappen den gesamten piemontesischen Westalpenbogen durchzieht, von den Walliser Alpen, Grajischen Alpen über die Cottischen Alpen bis zu den Seealpen und Ligurischen Alpen. Da dieser Teil der Alpen in zahlreiche Quertäler gegliedert ist, verlaufen die Tagesetappen oft über Pässe, die hochgelegene Talorte miteinander verbinden; andere Etappen sind Höhenwege innerhalb eines Tals.

## Verlauf

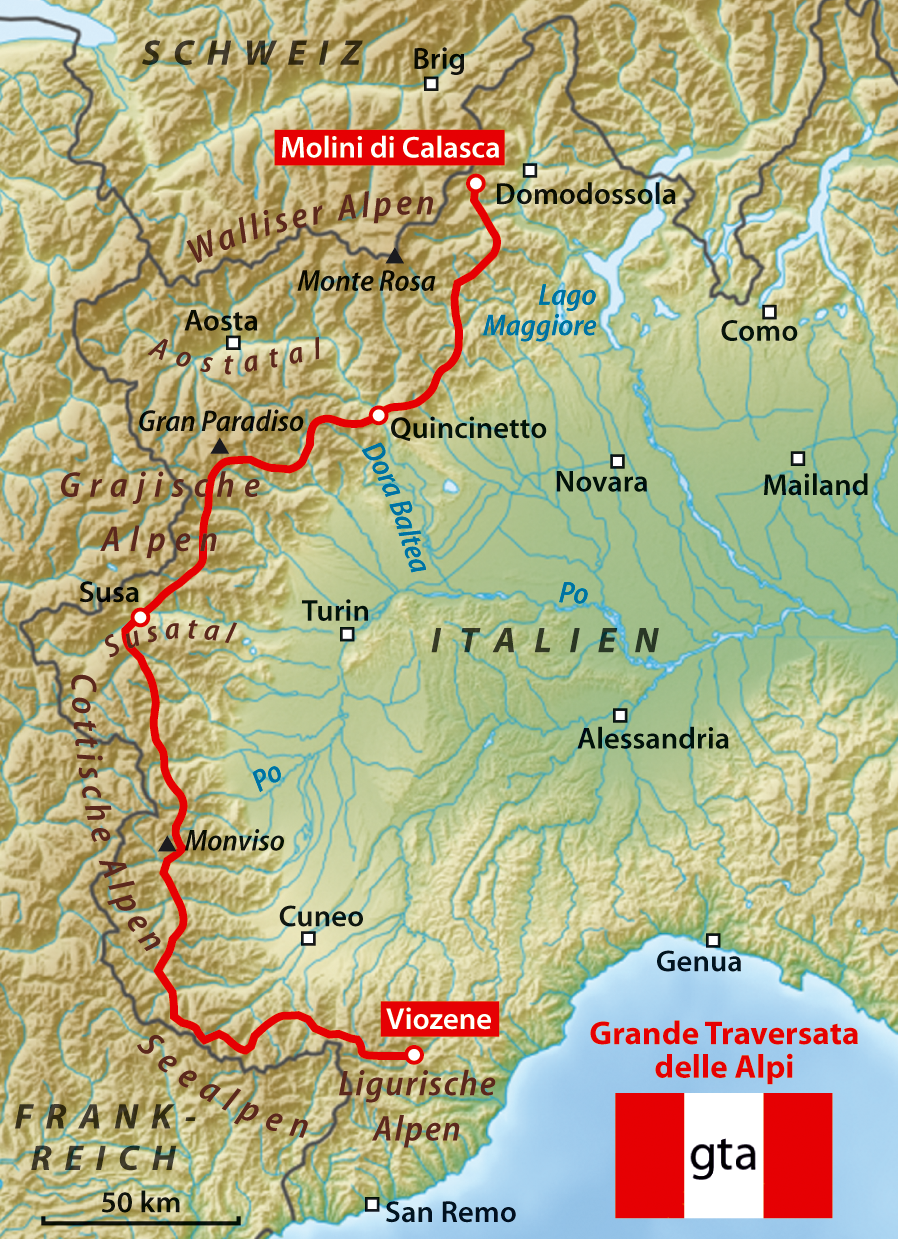
Verlauf der GTA.

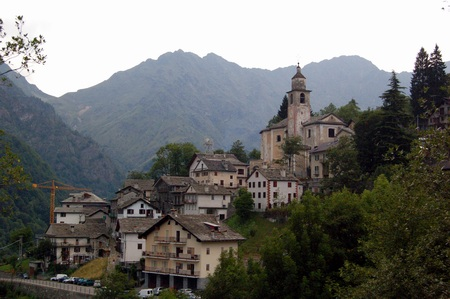
Rimella, Etappenort am nördlichen Endpunkt der GTA.

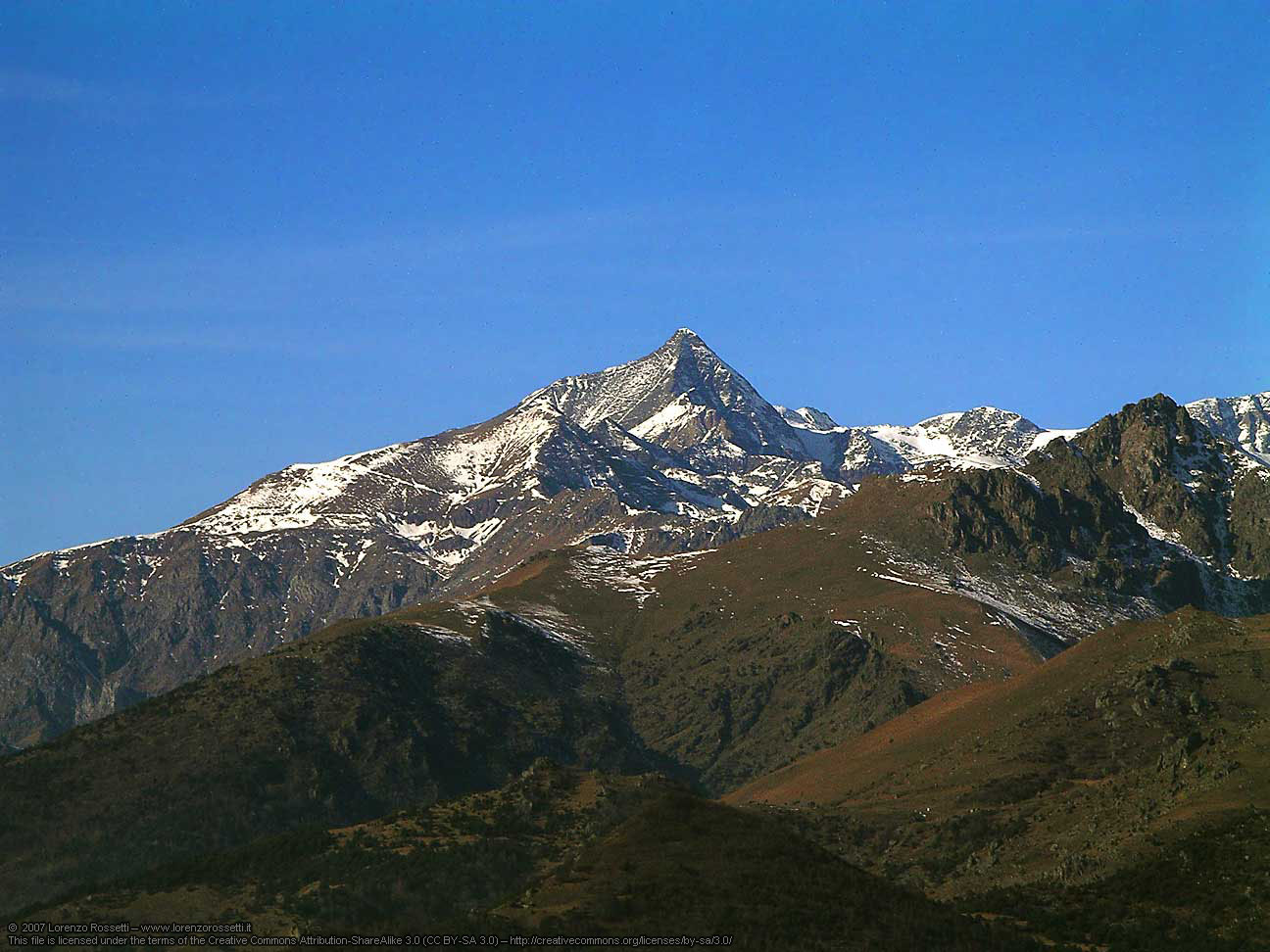
Rocciamelone 3538 m, höchster Berg, der am Rande der GTA als Abstecher bequem bestiegen werden kann.

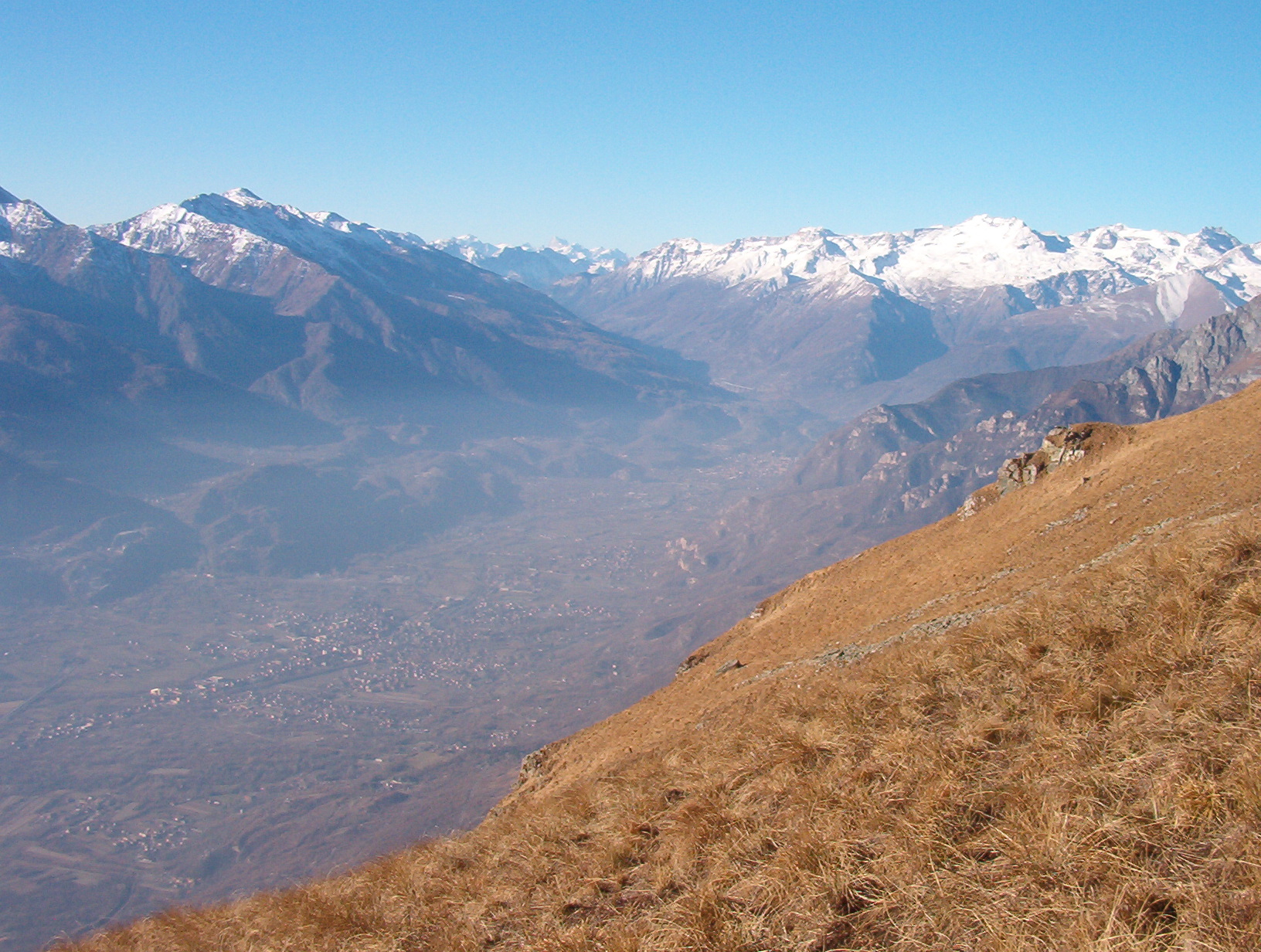
Val Susa, Grenze zwischen Nord- und Südteil der GTA.

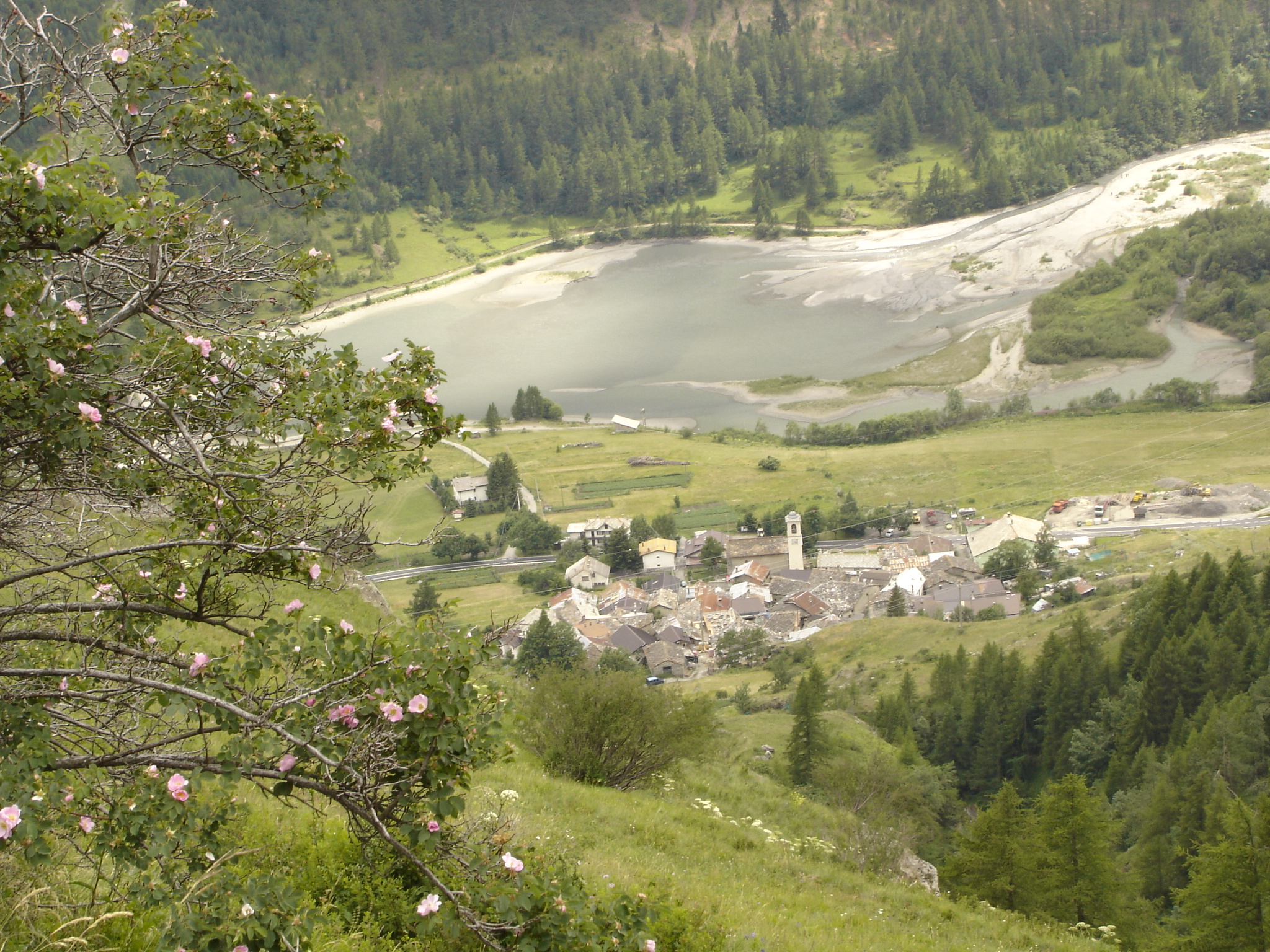
Usseaux im Val Chisone.

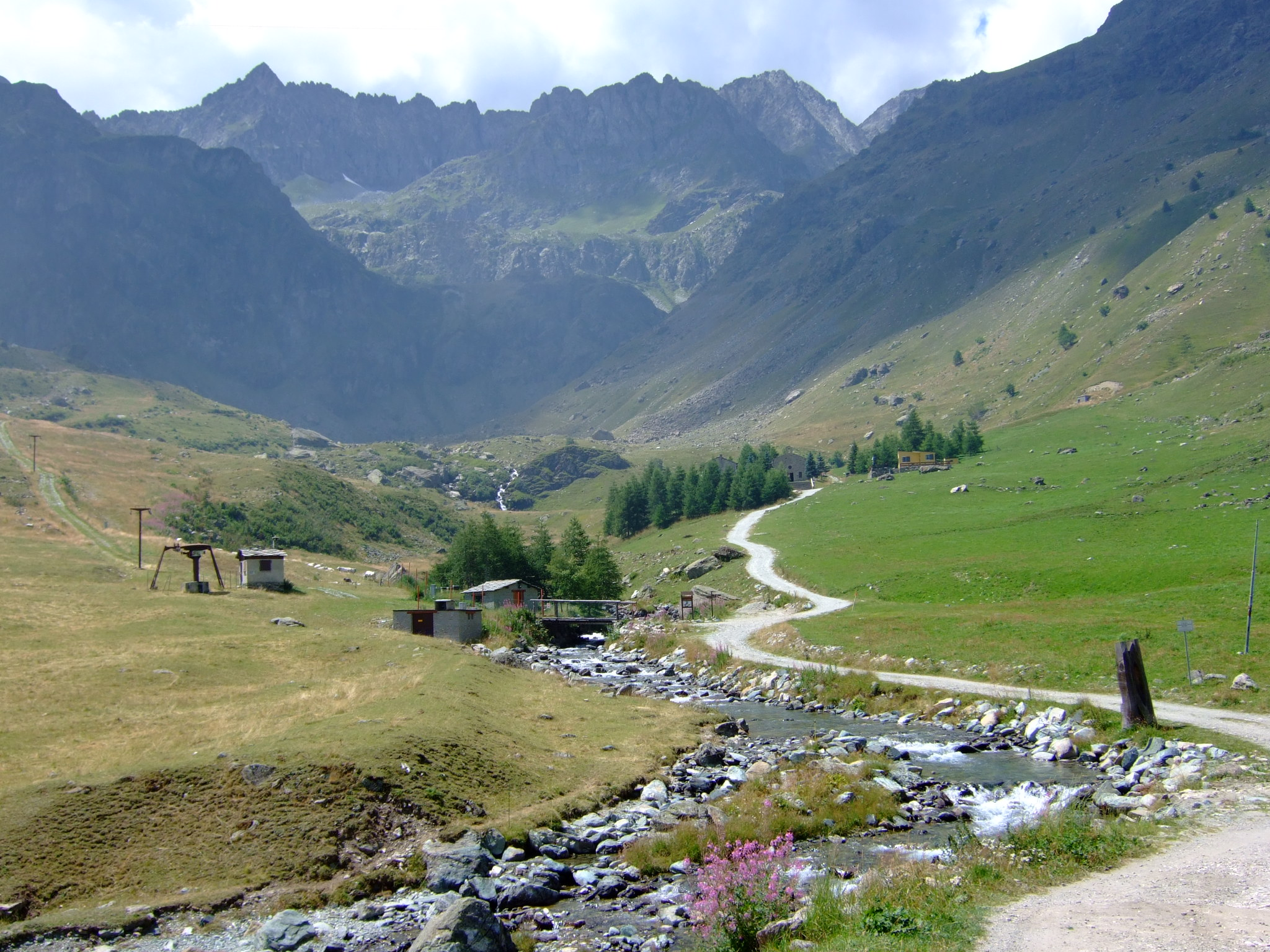
Talschluss des Valle Po.

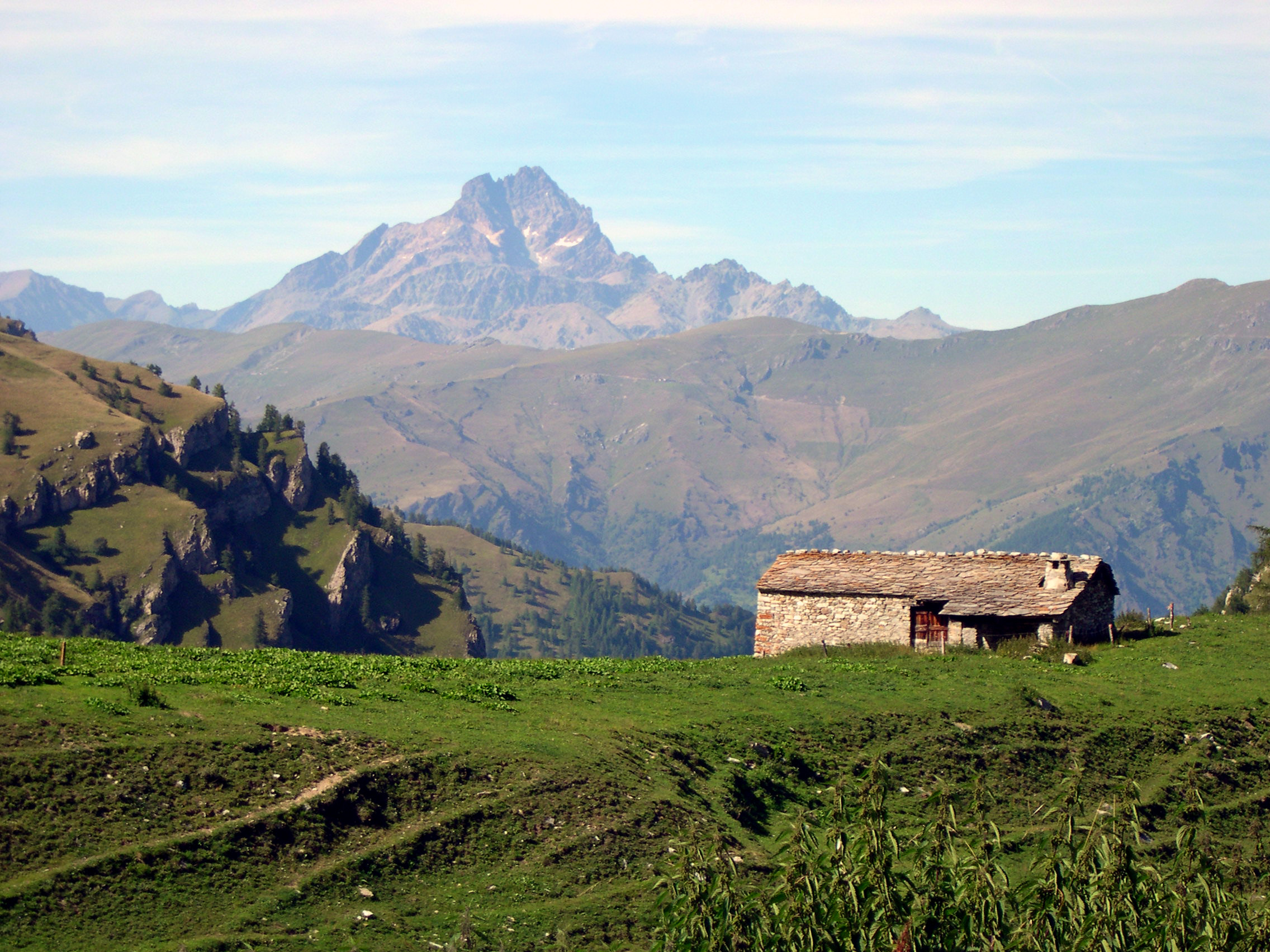
Blick aus dem Valle Maira auf den Monviso.

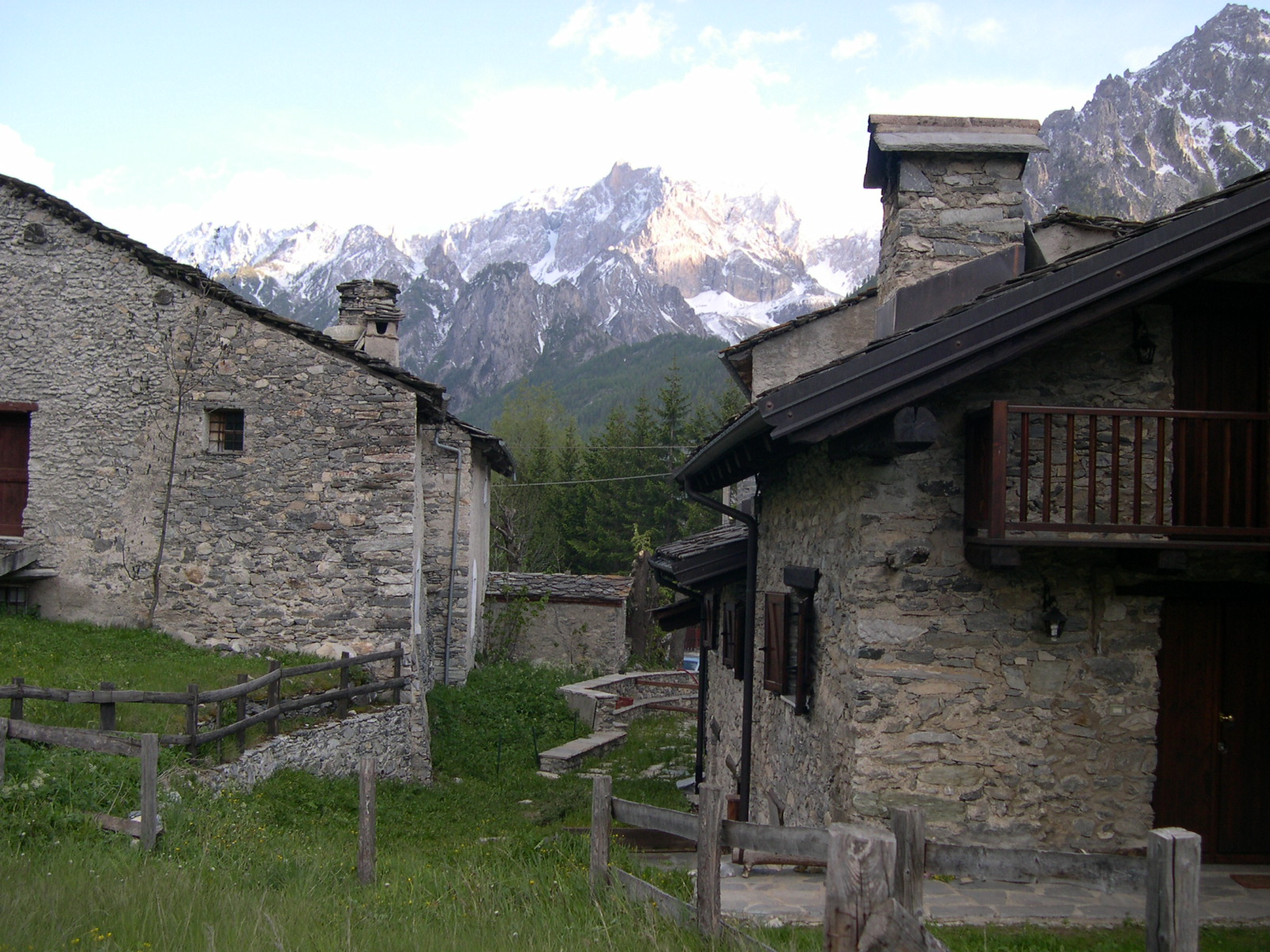
Traditionelle Häuser im Weiler Chiappera, Gemeinde Acceglio, Valle Maira.

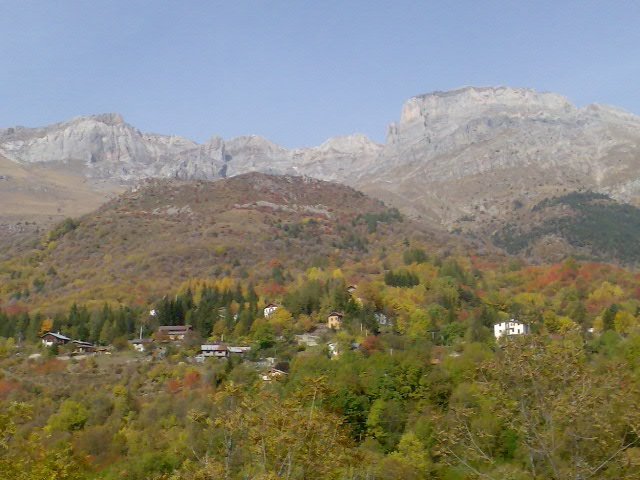
Viozene, Gemeinde Ormea, südlicher Endpunkt der GTA.

Es ist zweckmäßig, zwischen einem Nordteil und einem Südteil zu unterscheiden, als deren Grenze das tief eingeschnittene Susa-Tal angenommen wird.
Die GTA kann in beide Richtungen begangen werden; im Einklang mit den deutschsprachigen Führern wird sie im Folgenden von Nord nach Süd beschrieben:
Der Einstieg in den Nordteil ist problematisch. Der ursprüngliche Plan, die GTA am Lago Maggiore beginnen zu lassen, ist mangels geeigneter Unterkünfte nie realisiert worden. Eine für aus der Schweiz anreisende Wanderer attraktive Variante beginnt am Griespass; ein anderer Einstieg beginnt in Saas Almagell und trifft die GTA-Etappen erst in Alagna Valsesia. Der offizielle Einstieg ist bei Molini di Calasca im Valle Anzasca; geeigneter ist Forno im Valstrona. Der Weg führt auf der Nordseite des Valsesia nach Alagna am Monte Rosa. Das westlich anschließende Aostatal wurde ausgespart; der Weg biegt nach Süden ab, berührt den Wallfahrtsort Oropa und erreicht in Quincinetto am Durchbruch der Dora Baltea mit 295 m den tiefsten Punkt der gesamten GTA. Der Weg führt sodann in sechs Etappen nach Westen, am Gran Paradiso vorbei bis in die Nähe der französischen Grenze, der er von dort an Richtung Süden folgt. Nach Querung von drei Tälern, die alle bei Lanzo Torinese in die Tiefebene münden, erreicht man nach insgesamt 26 Etappen Susa.
Im Südteil teilt sich die GTA mehrmals in verschiedene Varianten auf. Eine voralpine, schon ab Anfang Juni begehbare Variante („Ostroute“) ist im Bereich zwischen Susa- und Varaitatal aufgegeben worden: es gibt nicht überall Unterkünfte, Markierungen sind nur noch sporadisch zu finden, und Wege wachsen zu. Hingegen ist die westlichere Hauptvariante durchgehend begehbar; die Infrastruktur ist tendenziell besser als im Nordteil.
Vom Susatal aus verläuft die GTA in Richtung Süden. Sie quert die Täler Chisone, Germanasca und Pellice. Anschließend muss man den Monviso umgehen, entweder westlich durch das französische Queyras, oder östlich über zwei Hütten des italienischen Alpenvereins. Beide Varianten vereinen sich im Valle Varaita. Die GTA quert sodann die Täler Maira, Grana, Stura di Demonte, Gesso, Vermenagna, bevor er in die Ligurischen Alpen führt und dort in Viozene (Gemeinde Ormea) nahe der Grenze zu Ligurien endet (Übergänge nach Frankreich in den Nationalpark Mercantour sind vom Stura-, Gesso- und Vermenagna-Tal möglich).
Die GTA ist in der Regel ab Ende Juni schneefrei. Unter dieser Voraussetzung ist sie ein Bergwanderweg ohne technische Schwierigkeiten. Anspruchsvoll ist zum Teil die Orientierung in einsamem Gelände bei unregelmäßiger Markierung und nicht immer eindeutig erkennbarem Wegverlauf. Die physische Schwierigkeit ergibt sich aus der Anlage als Passwanderung von Quertal zu Quertal; typische Höhenunterschiede sind 600 bis 1200 m Aufstieg und Abstieg pro Tag. Besonders im Nordteil sind einige Etappen sehr lang.

## Infrastruktur
Der Weg kann von Forno bis Viozene ohne Zelt begangen werden. An allen Etappen sind Übernachtungsgelegenheiten eingerichtet („posto tappa“, mit rot-weiß-roter GTA-Markierung gekennzeichnet). Mit wenigen Ausnahmen wird dort Halbpension angeboten. Die Mehrheit der Posti Tappa befindet sich in hochgelegenen Talorten, wo es zumeist auch eine Einkaufsgelegenheit gibt. Ein Teil der Unterkünfte ist eher spartanisch (Schlafsaal mit Doppelstockbetten, zum Beispiel in einem alten Schulhaus oder in einem Almgebäude), ein Teil aber auch mit alten Möbeln in Privathäusern. Einige wenige Etappen enden in Alpenvereinshütten. Im Wallfahrtsort Oropa wird eine Pilgerunterkunft genutzt.
Die GTA ist auf ihrer gesamten Länge Teil des Sentiero Italia. Der Weg ist einheitlich in rot-weiß-rot markiert, zum Teil mit schwarzem Schriftzug „gta“, zuweilen auch „S.I.“ In größeren Orten ist der Einstieg in den Weg oft schwer zu finden, und nur wenige Einheimische kennen dort die GTA. Unterwegs ist die Markierung von sehr unterschiedlicher Qualität; oft ändert sie sich auf einer Passhöhe.
Außer von der GTA und ihrem französischen Pendant, der Grande Traversée des Alpes, wird der Westalpenbogen auch von dem roten und blauen Weg der Via Alpina durchzogen. Die Via Alpina verläuft tendenziell in alpinerer Höhenlage und stützt sich stärker auf Alpenvereinshütten als die GTA; etliche Etappen verlaufen aber gemeinsam. Dank EU-Förderung gibt es dort Übersichtstafeln in den Etappenorten.
Die Karten des Turiner Istituto Geografico Centrale (IGC) im Maßstab 1:50.000 sind notorisch unzuverlässig. Es wird dringend davor gewarnt, sich auf Wegeintragungen abseits der GTA zu verlassen: diese Eintragungen sind zum Teil seit Jahrzehnten nicht mehr nachgeführt worden; viele Wege sind zugewachsen, manche von Erdrutschen weggeschwemmt. In den 1990er Jahren sind mit EU-Unterstützung in einem französisch-italienischen Gemeinschaftsprojekt einige grenzüberschreitende Karten im Maßstab 1:50.000 des französischen Institut géographique national hergestellt worden, die von hoher Qualität sind, aber leider vergriffen sind. Vor Ort kann man gelegentlich Karten lokaler Verlage in Maßstäben zwischen 1:40.000 und 1:25.000 und in sehr unterschiedlichen Qualitäten erwerben.
In deutscher Sprache liegt ein regelmäßig neu aufgelegter Wanderführer von Werner Bätzing vor; ergänzende Informationen und Korrekturen werden auf zwei Webseiten bereitgestellt (s. u.).
Die Fotojournalisten und Buchautoren Iris Kürschner und Dieter Haas haben im Bergverlag Rother den Wanderführer GTA – Grande Traversata delle Alpi veröffentlicht.

## Landschaft und Kultur
Die GTA ist im Sinne der ökologischen Höhenstufen kein alpiner, sondern ein überwiegend montaner und subalpiner Weg. Sie verläuft ganz überwiegend durch früher intensiv genutzte, dicht besiedelte Kulturlandschaft.
Die traditionelle Berglandwirtschaft ist im Verlauf des 20. Jahrhunderts weitgehend zusammengebrochen. Die von der GTA berührten Täler haben von 1870 bis 2000 einen Bevölkerungsrückgang von oft 80 % erlitten; obere Talorte sogar von 90 bis 95 %. Manche Weiler, in denen früher hundert Menschen lebten, sind ganz aufgegeben, in anderen wohnen noch ein oder zwei alte Leute. Zum Teil kehren Nachkommen in den Sommermonaten zurück und richten sich das geerbte Anwesen als Zweitwohnung her, zum größeren Teil verfallen die Häuser ungenutzt.
Da der Zusammenbruch der traditionellen Strukturen deutlich später als im benachbarten Frankreich erfolgt ist, hat man auf der GTA noch reichhaltige Gelegenheit, Relikte der alten Wirtschaftsweise zu beobachten. Oft verläuft die GTA auf alten Wegen, die früher die einzelnen Weiler einer Gemeinde miteinander verbanden. Besonders beeindruckend (und angenehm zu nutzen) sind die befestigten „Mulattieras“ (Maultierpfade) in den Kastanienwäldern der kollinen Höhenstufe. Diese Stufe war dicht besiedelt, bis Anfang des 20. Jahrhunderts der Kastanienrindenkrebs die bisherige Ernährungsgrundlage schlagartig vernichtete. In höheren Lagen kann man immer wieder Begrenzungsmauern alter Ackerterrassen entdecken, da in jeder Gemeinde zur Selbstversorgung auch Getreide angebaut wurde. Lebendig ist in einigen Gegenden, insbesondere im Nordteil, noch die Almwirtschaft.
Die Alpentäler waren kulturell eigenständig und hatten über zahlreiche fußläufige Passverbindungen hinweg engeren Kontakt mit benachbarten Gegenden in Frankreich und in der Schweiz als in die Po-Ebene. Bis ins 20. Jahrhundert hinein bildete der Alpenhauptkamm auch keine Sprachgrenze. Das Valsesia ist altes Siedlungsgebiet der Walser. In den Lanzo-Tälern wurde wie im Aostatal Frankoprovenzalisch („Arpitan“) gesprochen. Im unteren Susatal wurde wie in der Tiefebene Piemontesisch gesprochen. Südlich des Susatals war geschlossenes okzitanisches Sprachgebiet. Erst in den Schützengräben des Ersten Weltkriegs lernte ein nennenswerter Teil der Bevölkerung Italienisch. In der zweiten Hälfte des 20. Jahrhunderts war der Rückgang der Regionalsprachen nicht mehr aufzuhalten; in einigen abgelegenen Tälern leben aber auch zu Beginn des 21. Jahrhunderts noch Familien, die zu Hause Okzitanisch sprechen.
Eine weitere kulturelle Besonderheit war die Gemeinschaft der vorreformatorisch-evangelischen Waldenser, die in den Waldensertälern Chisone, Germanasca und Pellice, von grausamen Verfolgungen unterbrochen, ein toleriertes Rückzugsgebiet hatten.

## Geschichte der GTA
Die Idee für die GTA stammt aus Frankreich, wo um 1970, zeitgleich mit der Erfindung der Europäischen Fernwanderwege, eine Grande Traversée des Alpes eingerichtet wurde. Ab Mitte der 1970er Jahre begann eine Gruppe Turiner Bergbegeisterter um die Rivista della Montagna und die libreria della montagna das Konzept eines Fernweges entlang des piemontesischen Alpenbogens auszuarbeiten. Das ehrenamtliche Comitato Promotore konstituierte sich später als ein Verein, die Associazione GTA. Man legte eine Trasse fest, organisierte Übernachtungsgelegenheiten, engagierte nebenamtliche Gastgeber, trieb öffentliche Mittel auf, um die Unterkünfte zu möblieren, markierte die Wege, und beschrieb immer neue Etappen in Zeitschriftenartikeln; 1981–89 erschienen Wanderführer in Buchform. 1982 wurde erstmals ein organisiertes Trekking angeboten, und bis Mitte der 1980er Jahre wurde intensive Presse- und Öffentlichkeitsarbeit betrieben.
Infolge dieser Bemühungen erlebte die GTA ab 1979 einen Boom mit bis zu 300 Übernachtungen pro Saison und Etappenort. Nach wenigen Jahren erlahmte das Interesse der italienischen Wanderer jedoch und einige 'posti tappa' auf der Ostroute im Südteil wurden geschlossen. Auch das Engagement der Initiatoren ließ stark nach; nach einer großartigen ehrenamtlichen Aufbauleistung schaffte man es nicht, der GTA eine dauerhaft tragfähige Organisationsstruktur zu geben und Mittel aus der Tourismus- und Berggebietsförderung zur Finanzierung eines Sekretariats einzuwerben. Im Verlauf der 1990er Jahre schliefen die Aktivitäten der Associazione weitgehend ein.
Seit 1985 wird die GTA im deutschen Sprachraum von Werner Bätzing als Beispiel für ökologisch verträglichen Tourismus propagiert; 1989 brachte er einen Wanderführer heraus, der seitdem regelmäßig aktualisiert wird. Durch Zeitschriftenartikel und Bildbände machten neben Bätzing auch einige weitere Reisejournalisten und Wanderleiter wirksame Öffentlichkeitsarbeit für die GTA. Tatsächlich nahm die Zahl der Trekkingtouristen aus dem deutschen Sprachraum ab Mitte der 1980er Jahre stark zu und glich den Rückgang der italienischen Wanderer ungefähr aus.
Heute (2000er Jahre) wird die GTA ganz überwiegend von Wanderern aus dem deutschen Sprachraum begangen. Die meisten Wanderer etwa eine Woche auf der GTA unterwegs, es gibt viele Wiederholer. Die Übernachtungszahlen in den einzelnen Etappen sind nicht ermittelbar, dürften aber typischerweise in der Größenordnung von 100 bis 200 pro Saison liegen, woraus man erschließen kann, dass pro Saison um die 1000 Fernwanderer auf der GTA unterwegs sind. Es ist klar, dass jedes Absinken der Übernachtungszahlen den Fortbestand einzelner Etappenunterkünfte und damit die Attraktivität der GTA insgesamt gefährden würde.

## Etappen (in Nord-Süd-Richtung)

### In den Penninischen (Walliser) Alpen, vom Valle Anzasca zur Dora Baltea
- Von Molini di Calasca (480 m) im Valle Anzasca zur Alpe del Lago (1545 m)
- Über den Colle dell’Usciolo (2037 m) nach Campello Monti (1305 m) im Valstrona
- Über die Bocchetta di Campello (1924 m) nach Rimella (1176 m)
- Nach Santa Maria di Fobello (1094 m)
- Über den Colle d’Egua (2239 m) nach Carcoforo (1304 m)
- Über den Colle del Termo (2351 m) nach Rima (1441 m)
- Über Colle Mud (2324 m), Alpe Valmontasca und Alagna Valsesia nach Sant’Antonio di Val Vogna
- Über Passo del Maccagno (2495 m), Colle Lazoney (2395 m), Colle della Mologna Grande (2364 m) zum Rifugio Rivetti (2201 m)
- Nach San Giovanni d’Andorno (1020 m)
- Über den Colle della Colma nach Oropa (1180 m)
- Zum Rifugio Coda (2189 m)
- Über den Colle della Lace (2121 m) nach Maletto (1336 m)
- Nach Quincinetto (295 m, tiefster Punkt der GTA, Bahnhof)

### In den Grajischen Alpen, von der Dora Baltea ins Tal von Susa
- Nach Scalaro / Le Capanne (1400 m)
- Über den Colle di Lavarossa (2100 m) nach Succinto (1164 m) im Val Chiusella
- Über die Bocchetta delle Oche (2415 m) nach Piamprato (1551 m)
- Nach Ronco Canavese (948 m) im Val Soana
- Über den Colle Crest (2040 m) nach Talosio (1225 m) im Valle Ribordone
- Über den Monte Arzola (2158 m) und die Alpe di Colla (2171 m) nach San Lorenzo di Piantonetto (1045 m)
- Über Bertodasco (1175 m), Perebella (1339 m), S. Anna (1481 m), Coste (1193 m) und Fé (900 m) nach Noasca (1058 m)
- Nach Ceresole Reale (1501 m) im Valle dell’Orco
- Über den Colle della Crocetta (2641 m) nach Pialpetta (1069 m) im Val Grande
- Über den Colle di Trione (2486 m) nach Balme (1432 m) im Val d’Ala
- Über den Passo Ghicet / Paschiet (2435 m) nach Usseglio (1265 m) im Valle di Viù
- Über den Colle Croce di Ferro (2558 m) nach Truc (il Trucco, 1706 m)
- Abstieg nach Susa (600 m)

### In den Cottischen Alpen, vom Val Susa ins Valle Stura
- Von Susa nach Salbertrand (1032 m)
- Über die Testa dell’Assietta (2567 m) nach Usseaux (1416 m) im Val Chisone; Variante Meana di Susa (595 m) - Alpeggio di Toglie (1534 m) - Colle dell’Orsiera (2595 m) - Usseaux (1439 m)
- Über den Colle dell’Albergian (2713 m) nach Balsiglia (1370 m, Posto Tappa außer Betrieb?)
- Über Didiero (1245 m, neuer Posto Tappa) und den Colle Serrevecchio (1707 m) nach Rodoretto (1432 m)
- Über Costa di Galmont (1651 m) nach Ghigo di Prali (1455 m, kurze Etappe im Valle Germanasca)
- Über den Colle Giulian (2457 m) nach Villanova (1225 m) im Val Pellice; unglücklicherweise wurde der alte Weg zwischen Colle Giulian und Villanova beim Bau eines neuen Weges teilweise zerstört
- Über den Col del Baracun zum Rifugio Barbara Lowrie (1753 m)
- Über den Colle della Gianna (2525 m) zum Pian Melzè (1750 m)
- Über Pian del Re (2020 m) zum Rifugio Quintino Sella (Monviso) (2640 m)
- Über den Passo di San Chiaffredo (2764 m) und Castello (1608 m) nach Pontechianale (1614 m); westliche Variante Pian del Re - Col de la Traversette - Refuge du Viso - Passo di Vallanta - Rifugio Vallanta - Passo Losetta - Chianale - Colle del Rastel - Pontechianale
- Über den Colletto della Battagliola (2282 m) nach Chiesa di Bellino (1480 m); Abzweigung einer Variante
- Über den Colle della Bicocca (2285 m) nach Elva (1637 m)
- Über Colle San Giovanni (1872 m), Colle Bettone (1831 m) und San Martino (1380 m) nach Palent (1480 m)
- Nach Celle di Macra (1270 m)
- Über den Monte Bastia (2134 m) und den Passo delle Crosette (2180 m) zum Santuario di San Magno (1761 m)
- Über den Colle Fauniera (2480 m) und den Colle Valcavera (2416 m) nach Sambuco (1184 m)

### In den Seealpen und den Ligurischen Alpen, vom Valle Stura ins Val Tanaro
- Von Sambuco über Caserma del Vaccia und Besmorello nach Bagni di Vinadio; Ende der in Chiesa di Bellino abzweigenden Variante
- Über den Passo di Bravaria nach Sant’Anna di Vinadio
- Über den Colle della Lombarda und das Rifugio la Grange zum Rifugio Questa; Variante Sant’Anna di Vinadio - Passo d’Orgials - Rifugio Malinvern - Rifugio Questa
- Über Pian del Valasco nach Terme di Valdieri (1368 m)
- Über das Rifugio Morelli Buzzi (2351 m) und den Colle del Chiapous (2526 m) zum Rifugio Genova-Figari (2020 m)
- Über den Colle delle Fenestrelle (2463 m) zum Rifugio Soria Ellena (1840 m)
- Über San Giacomo di Entracque (1213 m) und Caire della Truccia nach Trinità di Entracque (1096 m)
- Über den Colle della Garbella (2170 m) nach Palanfrè (1379 m)
- Über den Passo di Ciotto Mieu (2274 m) nach Limonetto (1294 m)
- Über Colle di Tenda (1871 m), Colla Piana (2219 m) und Passo del Duca (1989 m) zum Rifugio Garelli (1965 m)
- Über Porta Sestrera (Passo di Lapasse) zum Rifugio Havis De Giorgio (1761 m)
- Über den Passo delle Saline (2174 m) und das Rifugio Mongioie (1520 m) nach Viozene (1245 m)